# Jaime Bayly
Jaime Bayly Letts (IPA: [ˈxaime ˈbeili lets]) (Lima, 19 febbraio 1965) è uno scrittore, giornalista e presentatore televisivo peruviano.

## Biografia
Di origini in parte inglesi, dopo aver abbandonato gli studi universitari, ha iniziato la carriera giornalistica presso il quotidiano La Prensa di Lima, passando poi a condurre programmi televisivi.
La sua prima opera letteraria No se lo digas a nadie (1994, da cui è stato tratto l'omonimo film quattro anni dopo), pubblicata in Italia da Sellerio nel 2003, ha suscitato un ampio scandalo in Perù. Nel suo romanzo d'esordio, ricco di riferimenti autobiografici, Bayly affronta apertamente i temi dell'omosessualità e della diffusione della droga tra le classi abbienti peruviane, considerati temi scabrosi e intrattabili tanto che la famiglia di Bayly tentò di impedire la pubblicazione del libro.
Molte delle opere di Bayly girano attorno ai temi dell'omosessualità, della bisessualità. Oltre a costituire una tagliente e irriverente descrizione dell'alta società peruviana, alla quale lo scrittore stesso appartiene.
È soprannominato El Niño Terrible ("Il bambino terribile").
Dal suo primo libro è stato tratto anche un film, diretto da Francisco J. Lombardi (1998).
Le opere di Bayly sono state pubblicate in Italia da Sellerio, tradotte da Angelo Morino.

## Opere
- Non dirlo a nessuno (No se lo digas a nadie, 1993; Sellerio Editore Palermo, 2003)
- Fue ayer y no me acuerdo, 1995
- Los últimos días de La Prensa, 1996
- La noche es virgen, 1997 (Premio Herralde 1997)
- Yo amo a mi mami, 1998
- Los amigos que perdí, 2000
- La mujer de mi hermano, 2002
- L'uragano ha il tuo nome (El huracán lleva tu nombre, 2004; Sellerio Editore Palermo, 2006)
- Y de repente, un ángel, 2005
- La canaglia sentimentale (El canalla sentimental, 2008; Sellerio Editore Palermo, 2010)
- El cojo y el loco, 2009
- Morirás mañana 1: El escritor sale a matar, 2010
- Morirás mañana 2: El misterio de Alma Rossi, 2011
- Morirás mañana 3: Escupirán sobre mi tumba, 2012
- La lluvia del tiempo, 2014
- El niño terrible y la escritora maldita, 2016